# Геляев, Рамазан Кичиевич
Рамазан Кичиевич Геляев (карач.-балк. Геляланы Кичини жашы Рамазан; 15 мая 1915 года, с. Верхняя Балкария, Черекский район — 1943, село Большая Мартыновка, Ростовская область) — первый профессиональный балкарский драматург, режиссер, автор драмы «Кровавый калым».

## Биография
Родился в селе Чегет-Эль (совр. Верхняя Балкария) Черекского района Кабардино-Балкарии. 
Учился в местной школе, потом — в Ленинском учебном городке, в педагогическом техникуме. Во время учебы он организовал театральный и одновременно ходил в хоровой кружок. После окончания учебы работал учителем.
В эти годы в театральных студиях в Москве стали создавать целевые студии для подготовки национальных кадров. В ГИТИСе было решено создать балкарскую актерскую студию. Отбор проводился в самой Балкарии. В Нальчик приехал профессор ГИТИСа, режиссер МХАТа Илья Яковлевич Судаков со своей супругой актрисой Клавдией Еланской. Среди других отобрали и Рамазана Геляева, как будущего театрального режиссера. 8 сентября 1935 года Рамазана Кичиевича зачислили в ГИТИС на режиссерский факультет. Курс вел И.С.Берсенев.
На следующий год в студию стали отбирать девушек. Рамазан уговорил свою жену Нальбике оставить годовалого сына его родителям и поехать с ним в Москву.  Во время учебы в Москве Рамазан Кичиевич Геляев начал писать пьесу «Кровавый калым». Пьеса была им задумана как трилогия о жизни балкарцев конца XIX века, о послереволюционных изменениях и годах становления Советской власти в Балкарии.  В целом была написана только одна часть, где действие происходит в 80-е годы XIX века. Руководство института и педагоги были заинтересованы в постановке национальной пьесы, а попытки студентов заняться драматургией находили поддержку, тем более, что автор в пьесе осуждал древние национальные традиции.
В создаваемой пьесе автор описывал продажу девушки Жансурат своим жадным отцом, баем Аркабеком, за большой калым глупому Касботу. Однако сердце девушки принадлежит другому — пастуху Мурату. Отец Жансурат принимает решение ускорить свадьбу и отправить дочь насильно в дом Касбота. В разгар свадьбы героиня бежит со своим возлюбленным. Молодых преследуют люди Аркабека и Касбота, и Жансурат погибает во время перестрелки. Отец девушки и эфенди Хаджи-Али обвиняют Мурата и его друга Ахмата в ее смерти. Но народ выступает на стороне молодых людей, и они покидают село со словами: «Мы еще встретимся! Посмотрим, чья возьмет!»
По поводу своей пьесы в газете «Социалистическая Кабардино-Балкария» от 6 июня 1941 года Рамазан Геляев писал: «Меня, как автора пьесы, глубоко волновала трагическая судьба балкарки в условиях мусульманской феодальной Балкарии. После долгой борьбы, не останавливаясь перед адатом, Жансурат бежит с любимым человеком Муратом и трагически погибает. Для меня не столько была важна фабульная линия — любви двух молодых людей, сколько связь всех личных событий с социальной, исторической почвой...» Важно, что героиня — балкарская девушка готова бороться за свою свободу против традиционного быта и эфенди (священнослужителей), укрепляющих этот быт религиозными традициями.
В 1940—1941 гг. Геляев проходил дипломную практику в Кабардино-Балкарском государственном драматическом театре. А в мае 1941 года защитил диплом режиссера государственных драматических театров. 
31 мая 1941 года состоялась премьера дипломной работы Геляева в Балкарском театре в Нальчике. Спектакль был насыщен фольклорными обрядами, песнями и танцами. 
«Кровавый калым» составлял первую часть задуманной автором драматургической трилогии о Мурате, главном герое драмы. Автор предполагал посвятить вторую пьесу периоду Гражданской войны, третью — периоду коллективизации в Балкарии.
В начале войны был призван в армию. С июля по ноябрь 1941 года учился в военном училище города Орджоникидзе. Получив звание лейтенанта, Геляев отправился в Армавирский СКВО, потом в Нальчик. Его служба проходила в 115-й Кавказской дивизии. 
Старший лейтенант Геляев Рамазан Кичиевич погиб в 1943 году в боях за село Большая Мартыновка Мартыновского района Ростовской области. 
Тексты его пьесы сгорели при бомбежке театра в 1942 году. В 1944 году балкарцы были депортированы в Среднюю Азию. Поскольку семья Р. Геляева также была депортирована, то взять что-либо из его архива — черновики, наброски новых пьес, книги из библиотеки — не представилось возможным.
Награжден медалью «За оборону Сталинграда», которая была передана его семье в 2022 году.

## Семья
Жена — Нальбике Таусоевна Геляева (Байказиева; 1916—1994) .
- Сын — Владимир Рамазанович Геляев (1935–1987)[5]
- Дочь — Раиса Рамазановна Геляева (Энеева; 1941–2022), врач, акушер-гинеколог высшей категории, заслуженный врач КБР. Ее муж — Салих Хамидович Энеев[6], доктор сельскохозяйственных наук (первый доктор наук и первый профессор среди балкарцев в области зоотехнии), профессор, заслуженный работник сельского хозяйства КБР, почетный работник высшего профессионального образования РФ.
  - Внуки: Лейла Салиховна Энеева[7], врач; Алий Салихович Энеев[4]

## Память
- В 2001 году именем Рамазана Геляева названа  улица в микрорайоне «Александровка» города Нальчика.
- В 2022 году вышла книга театроведа Асият Мазировны Саракуевой «Геляев Рамазан: В жизни и на сцене»[4].